# Contrafișă

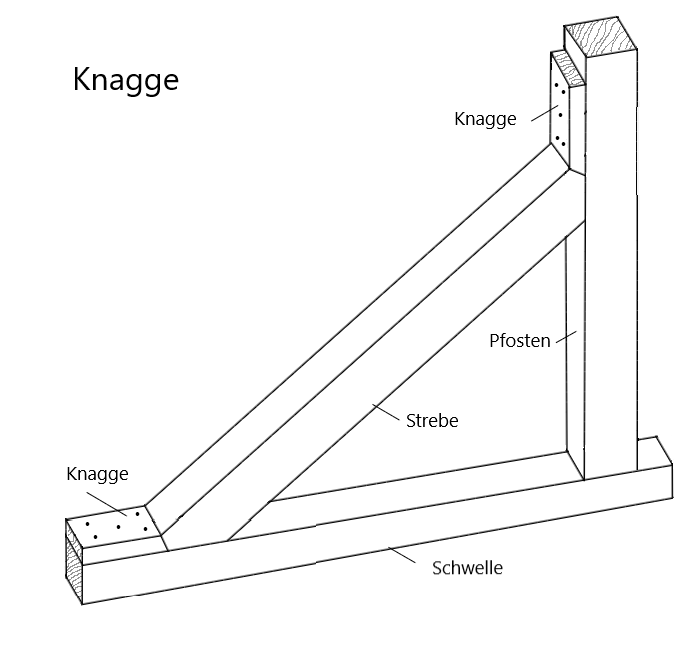
Contrafișa înclinată într-o construcție din lemn. Opritoarele sunt prinse de grinzi astfel încât contrafișa să aibă unghiuri egale cu talpa și stâlpul.
Legendă:
Strebe – contrafișă
Schwelle – prag
Pfosten – stâlp
Knagge – opritor

Termenii tehnici ai scheletului unui perete de paiantă: 1 stâlp de colț, 2 contrafișă, 3 grindă superioară, 4 stâlp, 5 colțar superior de lemn, 6 contrafișă de cap, 7 contrafișă superioară, 8 contrafișă, 9 traversă, 10 buiandrug, 11 legătură-pervaz, 12 Crucea Sf. Andrei, 13 prag, 14 colțar inferior de lemn, 15 contrafișă inferioară, 16 traversă de prag

Contrafișa în construcții este o componentă înclinată care servește ca element de rigidizare a două piese în poziție perpendiculară una față de cealaltă. De exemplu, componentele cum ar fi balcoanele, care ies în afară orizontal față de perete, sunt susținute pe peretele vertical cu ajutorul unor contrafișe. În statică, contrafișele sunt considerate bare.

## Descriere

### Case de paiantă
La casele de paiantă, contrafișele servesc pentru rigidizarea structurii scheletului întregii construcții. Pentru a rigidiza structura pereților, sunt necesare cel puțin două contrafișe (bare), înclinate în sensuri opuse, în fiecare din perți.
Un lonjeron care face legătura între talpă și stâlp (suport) se numește contrafișă de picior, iar lonjeronul care face legătura între un stâlp și grinda superioară se numește contrafișă de cap (în germană Kopfband). În construcția tradițională de case de paiantă, legătura încrucișată într-un compartiment dintre stâlpi verticali și traverse este numită Crucea Sf. Andrei.
De regulă, contrafișele sunt încastrate în traversă (prag⁠(d)) și de asemenea în grinda superioară. La ambele capete ale contrafișei se execută cepuri de îmbinare adaptate grosimii grinzilor. Îmbinarea cu cepuri este adesea asigurată la tensiunea de întindere cu un cui din lemn. Grosimea materialului de contrafișă aleasă corespunde adesea cu cea a celorlalte grinzi.

### Construcții de poduri
Podurile din grinzi cu zăbrele⁠(d) sunt de obicei construite ca structuri de oțel, iar cele mai mici și ca structuri din lemn.

## Galerie de imagini

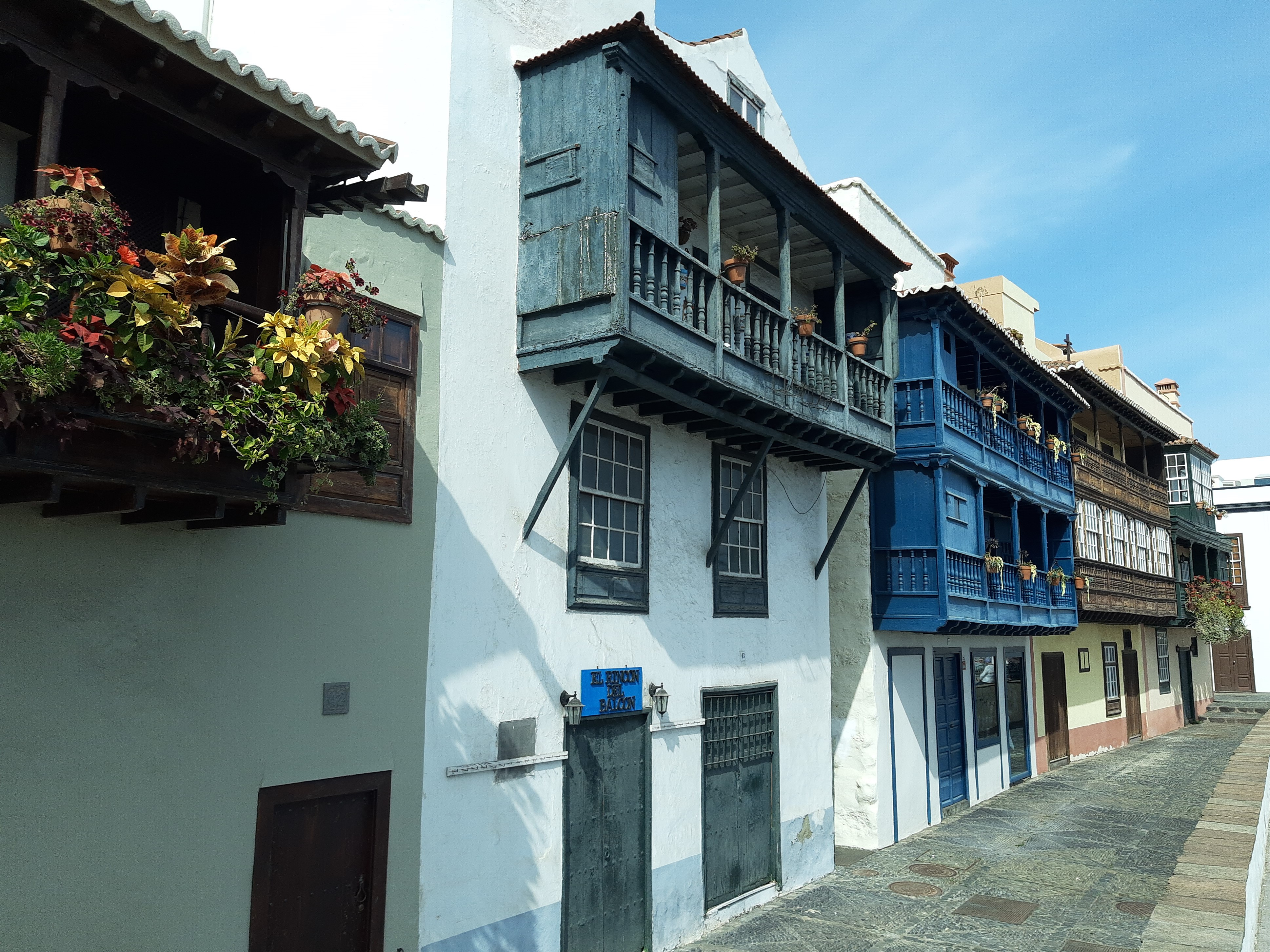
Balcon susținut de contrafișe
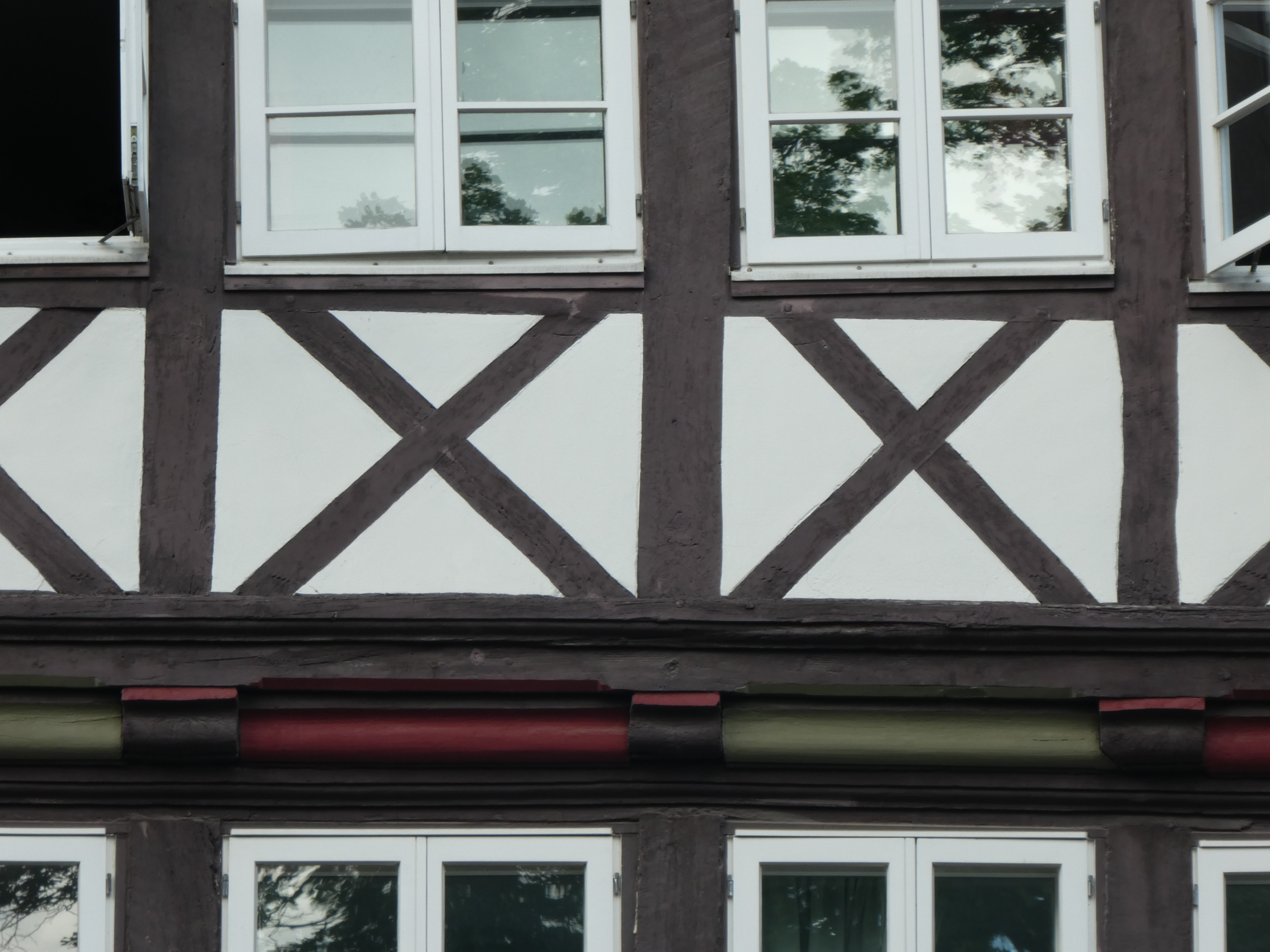
Crucile Sfântului Andrei în compartimente sub parapet (Göttingen, Germania)
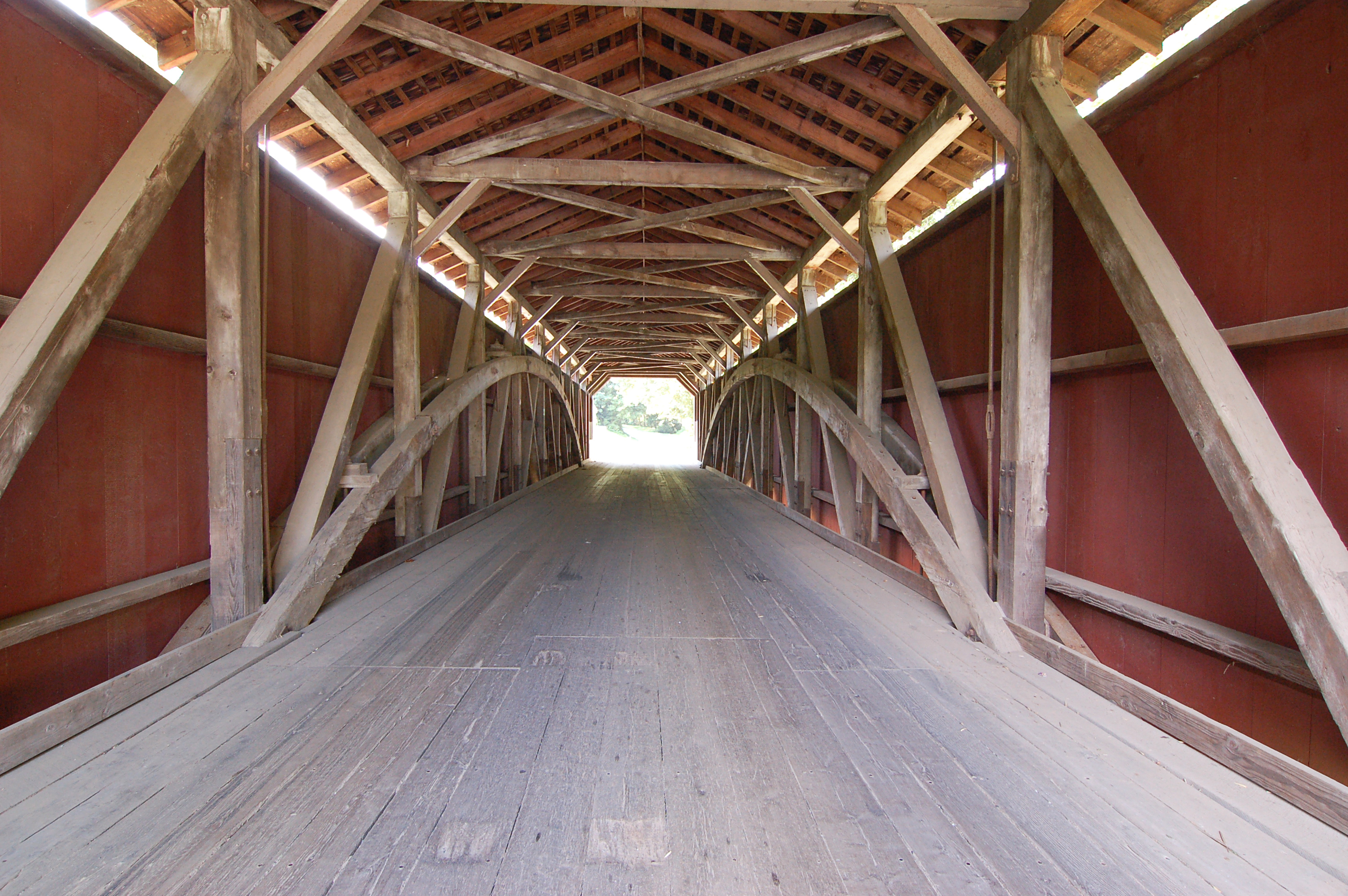
Contrafișe în podul acoperit Baumgardener (1860), Pennsylvania, SUA
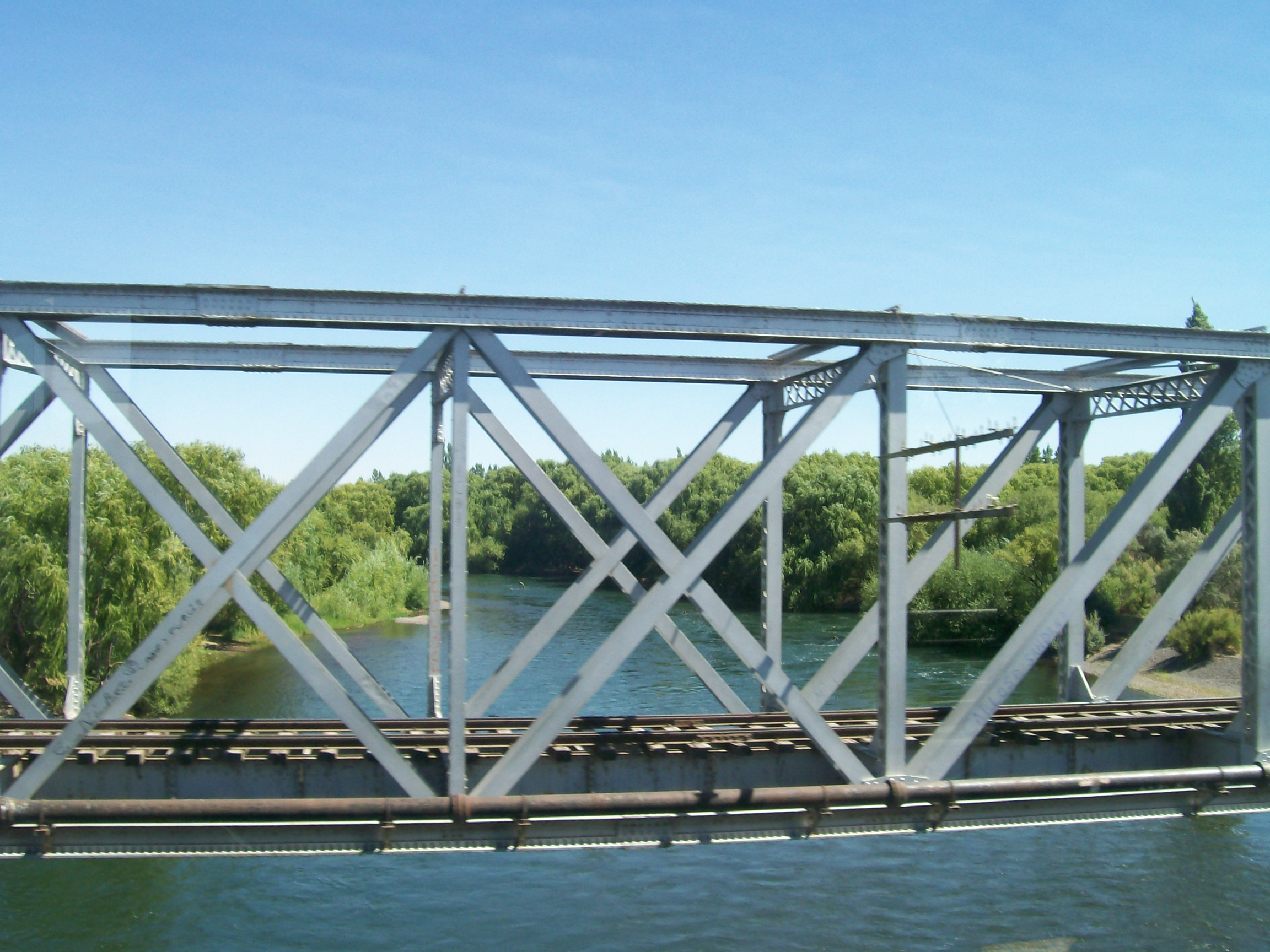
Contrafișe diagonale într-o grindă cu zăbrele metalică
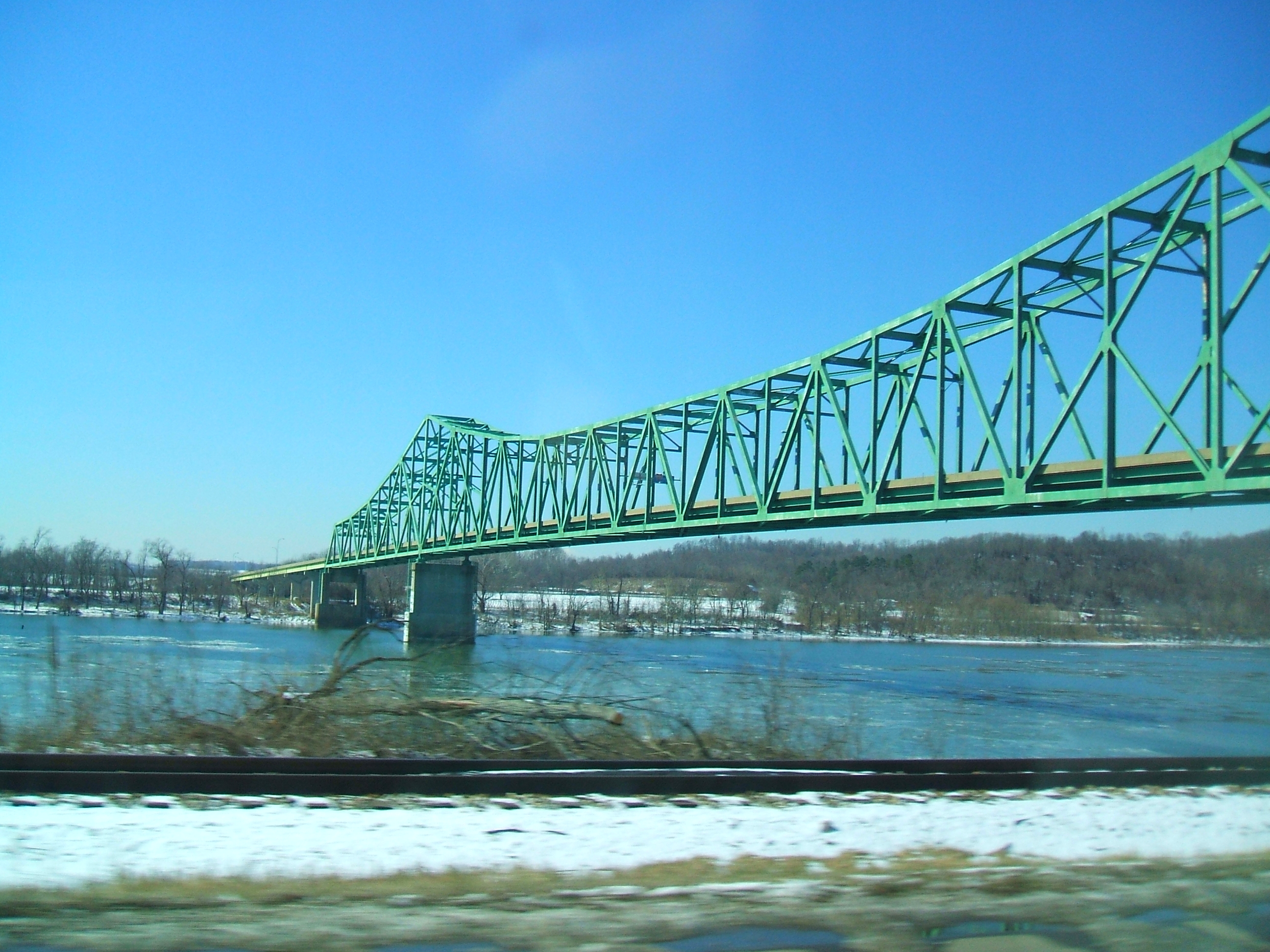
Podul Ravenswood (1981) peste râul Ohio, USA